# Josef Kappl
Josef (Ioji) Kappl (n. 15 ianuarie 1950, Petrila, Regiunea Hunedoara, Republica Populară Română) este un compozitor, muzician și basist român de etnie maghiară de muzică rock, celebru ca membru al legendarului grup Phoenix, în care a activat în mai multe perioade (1971–78, 1987–89, 1991, 1994–98 și 2001–08). A mai făcut parte din formațiile Clasic XX, Madhouse (1978–80), Lake (1981–86), Heinz Rudolf Kunze & Verstärkung (1981–94), Pasărea Rock (din 2014) și a colaborat în mai multe rânduri cu Farfarello.

## Activitate muzicală
Josef Kappl a absolvit Conservatorul din Timișoara. Prima formație cunoscută cu care cântă este Clasic XX din Timișoara. În anul 1971 se alătură grupului Phoenix, făcând parte din formula de aur a anilor '70, perioadă în care formația timișoreană a înregistrat cele mai mari succese din istoria sa. În Phoenix cântă nu doar la chitară bas, ci și la vioară și blockflöte, iar uneori îndeplinește rolul de vocalist. Participă la înregistrarea albumelor Cei ce ne-au dat nume (1972), Meșterul Manole (1973), Mugur de fluier (1974) și Cantofabule (1975), pe ultimele două materiale figurând cu câteva compoziții proprii. În 1977 părăsește clandestin România, împreună cu colegii de trupă, și se stabilește în Germania de Vest.
În 1978 înființează grupul Madhouse, împreună cu doi colegi din Phoenix (Erlend Krauser și Ovidiu Lipan), iar în 1981 trece la formația germană Lake (de data aceasta, doar împreună cu Krauser). De asemenea, cântă cu Verstärkung (grupul muzicianului german Heinz Rudolf Kunze), până în 1994. După 1986 colaborează din nou cu (Transsylvania) Phoenix, realizând împreună cu Nicolae Covaci câteva discuri single.
După Revoluție se întoarce în România, unde concertează și înregistrează cu Phoenix, însă cu intermitențe. Între proiectele cele mai importante realizate după anul 1990 cu veterana formație timișoreană se numără producerea discului Aniversare 35 (1997), proiectul Cantafabule remix (1998), realizarea albumului Baba Novak (2005), spectacolele aniversare de 40 și 45 de ani.
În 2008 părăsește definitiv Phoenix-ul, în urma unor neînțelegeri cu liderul Nicolae Covaci, și începe o colaborare cu solistul Mircea Baniciu, care părăsise Phoenix-ul, la rândul său, cu un an înainte. În decembrie 2008 este lansat, sub titulatura Baniciu & Kappl, maxi-single-ul Pe Argeș în jos care reprezintă o avanpremieră pentru opera-rock Meșterul Manole, amplu proiect al Phoenix-ului, început în 1972, însă abandonat în scurtă vreme din cauză că demersul artiștilor s-a lovit de cenzura tacită a autorităților comuniste. Kappl a reînceput să lucreze la această operă la sfârșitul lui 2008, finalizând-o în 2013, când a avut loc premiera, la Timișoara. Cu această ocazie, muzicianul declara într-un interviu:
„Opera reprezintă o lucrare muzicală amplă, pe un libret scris în anii '70 de Victor Cârcu. Această lucrare poate fi prezentată atât sub forma operei clasice, cât și sub formă concertantă. Nașterea «Meșterului Manole» a fost la fel de grea ca și realizarea construcțiilor acestuia. Greutatea a constat, în primul rând, în găsirea limbajului muzical care să fie în concordanță cu textul. În momentul în care am găsit acest limbaj, de inspirație folclorică, bineînțeles, am început lucrul, care a durat din 2008 până astăzi (2013), cu o întrerupere de doi ani. ”—Josef Kappl, 2013
În februarie 2014 înființează supergrupul Pasărea Rock, alături de doi foști colegi din Phoenix: Mircea Baniciu și Ovidiu Lipan Țăndărică. Kappl este principalul compozitor și producătorul materialelor discografice lansate de Pasărea Rock: albumele Legenda (2016) și Cavalcada (2021), maxi-single-urile promoționale Legenda (2014) și Călușandra (2015).

## Discografie
Cu Phoenix:
- Cei ce ne-au dat nume (1972)
- Meșterul Manole (1973, EP)
- Mugur de fluier (1974)
- Cantofabule (1975)
- Ballade for You/The Lark (1987, single)
- Tuareg/Mr. G's Promises (1988, single)
- Tuareg (1988, maxi-single)
- Ciocîrlia/Perestroika (1990, single)
- Cantafabule – Bestiar (1996)
- Aniversare 35 (1997)
- Baba Novak (2005)
- Phoenix Tour 2006 – Baba Novak (2006, VCD)
- Live at Sala Palatului (2006, DVD)
- The 80s (2019)

Cu Madhouse:
- From the East (1979)
- Giacca de Blue (1979, remaster 2008)

Cu Lake:
- Hot Day (1981)
- No Time for Heroes (1984)
- Voices (1985)

Cu Heinz Rudolf Kunze & Verstärkung:
- Die Städte sehen aus wie schlafende Hunde (1984)
- Dein ist mein Ganzes Herz (1985)
- Wunderkinder (1986)
- Deutsche singen bei der Arbeit – Kunze Live! (1987)

Cu Todor „Toscho” Todorovic & Blues Company:
- Public Relations (1993)
- Serious Fun (1996)
- Back by Popular Demand (1999)

Cu Pasărea Rock:
- Pe Argeș în jos (2008, maxi-single) (apărut sub titulatura Baniciu & Kappl)
- Legenda (2014, maxi-single)
- Călușandra (2015, EP)
- Legenda (2016)
- Cavalcada (2021)

## Contribuții la piesele Phoenix

### Compoziții proprii

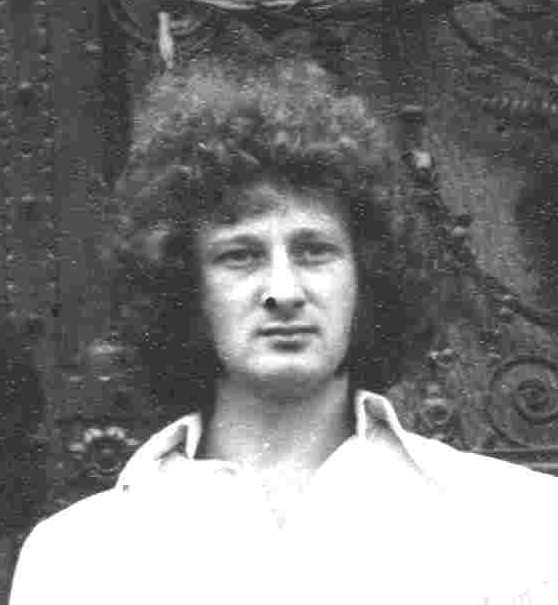
Josef Kappl în anii 1972–73

- „Muzică și muzichiie” (1974)
- „Dansul codrilor” (1974)
- „Uciderea balaurului” (1975)
- „Pasărea calandrinon” (1975)
- „Filip și cerbul” (1975)
- „Vasiliscul și Aspida” (1975)
- „Sirena” (1975)
- „Pasărea Roc...k and Roll” (1975)

### Piese în care poate fi auzită vocea sa
- „Anule, hanule” (1974) – strofa a II-a
- „Invocație” (1975) – strofa a II-a
- „Uciderea balaurului” (1975)
- „Pasărea Roc...k and Roll” (1975)
- „Cânticlu a cucuveauăliei” (1998)
- „Phoenix” (1998)
- „Fluier în cer” (2005) – voce de fundal
- „To My Brothers...” (2005) – voce de fundal